# 2024 en hockey sur glace
Cette page présente les éléments de hockey sur glace de l'année 2024, que ce soit d'un point de vue rencontres internationales ou championnats nationaux. Les grandes dates des différentes compétitions sont données ainsi que les décès de personnalités du hockey mondial.

## Autres

### Fins de carrière
- 17 janvier : Tyler Ennis.
- 26 janvier : Wayne Simmonds.
- 17 avril : Jonas Junland.
- 18 avril : Jeff Carter.
- 19 avril : Pavel Francouz.
- 23 avril : Jakub Voráček.
- 24 avril : Mikael Wikstrand.
- 26 avril : Dennis Endras.
- 27 avril : Maksim Malioutsine.
- 1er mai : Ilia Iejov.
- 1er mai : Ievgueni Birioukov.
- 5 mai :Jarkko Immonen.
- 21 juin : Andrew Cogliano.
- 27 septembre : Bryan Little.
- 14 octobre : Patrik Lundh.

### Décès
- 2 janvier : Connie Madigan.
- 3 janvier : Paul Theriault.
- 13 janvier : Glen Cochrane.
- 22 janvier : János Beszteri-Balogh.
- 27 janvier : Henryk Pytel.
- 29 janvier : Blaine Lacher.
- 22 février : Jean-Guy Talbot.
- 23 février : Don Poile.
- 2 mars : Tim Ecclestone.
- 18 mars : Kanstantsin Kaltsow.
- 18 mars : Chris Simon.
- 25 mars : David Forbes.
- 11 mai : Ron Ellis.
- 11 mai : Steve Andrascik.
- 16 mai : Jack Michie.
- 18 mai : Mark Wells.
- 25 juin : Billy Carter.
- 26 juin : Sergueï Berezine.
- 28 juin : Gene Achtymichuk.
- juillet : Dmitri Filimonov.
- 11 juillet : Andreï Tarassenko.
- 12 juillet : Alex Forsyth.
- 15 août : Lars Björn.
- 29 août : John Gaudreau.
- 16 septembre : Paul-André Cadieux.
- 8 octobre : Don Marshall.
- 13 octobre : Janne Puhakka.
- 25 octobre : Bill Hay.
- 30 octobre : Kimberley Collins.
- 10 novembre : Arnold Oss.
- 29 novembre : Larry McIntyre.